# Livorno (provins)
Provinsen Livorno (it. Provincia di Livorno) er en provins i regionen Toscana i det centrale Italien. Livorno er provinsens hovedby.
Der var 326.444 indbyggere ved folketællingen i 2001.

## Geografi
Provinsen Livorno grænser til:
- i nord og øst mod provinsen Pisa,
- i syd mod provinsen Grosseto og
- i øst mod Tyrrhenske hav.

Øerne Gorgona, Capraia, Elba, Pianosa og Montecristo er en del af provinsen.
Provinsen ligger som en smal stribe langs kysten med provinshovedbyen Livorno helt i nord, ikke langt fra Pisa. I syd ved Piombino findes provinsens højeste punkt Monte Calvi 646 moh.
Øerne i Livorno er en del af nationalparken Parco Nazionale dell'Arcipelago Toscano som blev oprettet i 1997.

## Kommuner
- Bibbona
- Campiglia Marittima
- Campo nell'Elba
- Capoliveri
- Capraia Isola
- Castagneto Carducci
- Cecina
- Collesalvetti
- Livorno
- Marciana
- Marciana Marina
- Piombino
- Porto Azzurro
- Portoferraio
- Rio
- Rosignano Marittimo
- San Vincenzo
- Sassetta
- Suvereto

43°33′N 10°19′Ø / 43.55°N 10.32°Ø